# Deux-Montagnes
Deux-Montagnes – miasto w Kanadzie, w prowincji Quebec, w regionie Laurentides i MRC Deux-Montagnes, którego jest stolicą. Leży nad północnym brzegiem rzeki Rivière des Mille Îles, w miejscu, gdzie wypływa ona z jeziora Lac des Deux Montagnes. Pierwotnie pod nazwą Saint-Eustache-sur-le-Lac, nazwa została zmieniona na dzisiejszą w 1963 roku, pięć lat po uzyskaniu praw miejskich. Nazwa Deux-Montagnes pochodzi od nazwy pobliskiego jeziora Lac des Deux Montagnes (dosł. "jezioro dwóch gór").
Liczba mieszkańców Deux-Montagnes wynosi 17 402. Język francuski jest językiem ojczystym dla 76,8%, angielski dla 17,6% mieszkańców (2006).